# Matt D’Aquino
Matthew „Matt” D’Aquino (ur. 26 czerwca 1985) – australijski judoka. Olimpijczyk z Pekinu 2008, gdzie zajął 21. miejsce w wadze ekstralekkiej.
Uczestnik mistrzostw świata w 2007, 2009, 2010 i 2011. Startował w Pucharze Świata w latach 2009-2012. Zdobył pięć medali mistrzostw Oceanii w latach 2006 - 2012. Mistrz Australii w 2007 i 2009 roku.

## Letnie Igrzyska Olimpijskie 2008
| Konkurencja | Eliminacje                     | Klas. końcowa |
| Konkurencja | Przeciwnik I                   | Miejsce       |
| ----------- | ------------------------------ | ------------- |
| 60 kg       | Lawrendios Aleksanidis (GRE) P | 21.           |